# Heinrich Klinger (Industrieller)
Heinrich Klinger (* 1. Oktober 1832 in Preßburg; † 12. Jänner 1905 in Wien) war ein österreichischer Industrieller.

## Leben
Heinrich Klinger war Sohn eines jüdischen Trödlers in der zum Kaisertum Österreich gehörenden Stadt Preßburg. Im Jahre 1846 kam er ins nicht weit entfernte Wien, wo er ab dem Jahre 1848 bei der Firma Josef und Markus Weiß beschäftigt war. Zehn Jahre später gründete er im Jahre 1858 ein Leinwandgeschäft in Wien und errichtete im Jahre 1866 eine Handweberei in Zwittau. In den Jahren 1868 und 1869 folgten Zweigniederlassungen in der Wiener Leopoldstadt und in Budapest. 1888 folgte ein weiteres Zweigwerk in seiner Geburtsstadt Preßburg. Im Jahre 1898 beschäftigte Heinrich Klinger, der seit 1875 mechanische Webstühle in seinen Betrieben verwendete, zeitweilig über 3.000 Arbeiter. Als Mitglied der Wiener Handelskammer war Klinger an der Ausarbeitung der Gewerbeordnung von 1883 beteiligt und gehörte lange Jahre dem Vorstand der Israelitische Kultusgemeinde Wien, als deren Präsident er von 1897 bis 1903 in Erscheinung trat, an. Sein florierendes Unternehmen übergab er im Laufe der Jahre an seinen Sohn Ernst Klinger (1862–1928), der bereits in jungen Jahren im Unternehmen seines Vaters tätig war.